# Förstakammarvalet i Sverige 1951
Förstakammarvalet i Sverige 1951 var ett val i Sverige till Sveriges riksdags första kammare. Valet hölls i den sjunde valkretsgruppen i september månad 1951 för mandatperioden 1952-1959.
Tre valkretsar utgjorde den sjunde valkretsgruppen: Kalmar läns och Gotlands läns valkrets, Skaraborgs läns valkrets och Kopparbergs läns valkrets. Ledamöterna utsågs av valmän från det landsting som valkretsarna motsvarade.  
Ordinarie val till den sjunde valkretsgruppen hade senast ägt rum 1943.

## Valmän
| Landsting    | H    | LB   | F    | S    | Totalt |
| ------------ | ---- | ---- | ---- | ---- | ------ |
| Landsting    |      |      |      |      | Totalt |
| Kalmar norra | 11   | 20   | 6    | 29   | 66     |
| Kalmar södra | 11   | 20   | 6    | 29   | 66     |
| Gotland      | 11   | 20   | 6    | 29   | 66     |
| Skaraborg    | 9    | 13   | 14   | 20   | 56     |
| Kopparberg   | 1    | 9    | 12   | 35   | 57     |
| Totalt       | 21   | 42   | 32   | 84   | 179    |
| %            | 11,7 | 23,5 | 17,9 | 46,9 | 100,0  |

## Mandatfördelning
Den nya mandatfördelningen som gällde vid riksdagen 1952 innebar att Socialdemokraterna behöll egen majoritet. 
| Parti  | Parti                            | FK 1951 | 7:e valkretsgruppen | 7:e valkretsgruppen | 7:e valkretsgruppen | FK 1952 |
| Parti  | Parti                            | FK 1951 | Innan               | Efter               | Ändring             | FK 1952 |
| ------ | -------------------------------- | ------- | ------------------- | ------------------- | ------------------- | ------- |
|        | Socialdemokraterna               | 79      | 9                   | 9                   | ▲1                  | 80      |
|        | Landsbygdspartiet Bondeförbundet | 25      | 5                   | 4                   | ▼1                  | 24      |
|        | Högerns riksorganisation         | 22      | 4                   | 2                   | ▼1                  | 21      |
|        | Folkpartiet                      | 20      | 1                   | 2                   | ▲1                  | 21      |
|        | Sveriges kommunistiska parti     | 4       | 0                   | 0                   | ▬                   | 4       |
| Totalt | Totalt                           | 150     | 19                  | 17                  | ▼2                  | 150     |

## Invalda riksdagsledamöter
Kalmar läns och Gotlands läns valkrets:
- Tor Björnberg, h
- Nils Franzén, bf
- Nils Larsson, bf
- John Jonsson, s
- Lars Lindén, s
- Georg Pettersson, s

Skaraborgs läns valkrets:
- Fritiof Domö, h
- Sten Wahlund, bf
- Josef Nord, fp
- Birger Andersson, s
- Justus Lindgren, s

Kopparbergs läns valkrets:
- Lars Eliasson, bf
- Erik Lindblom, fp
- Karl Damström, s
- Einar Persson, s
- Gustaf Snygg, s
- Anders Sundvik, s